# Mil·lisita
La mil·lisita o millisita és un mineral de la classe dels fosfats que pertany al grup de la wardita. Rep el nom en honor del Sr. F. T. Millis de Lehi, qui havia descobert la variscita.

## Característiques
La mil·lisita és un fosfat de fórmula química NaCaAl₆(PO₄)₄(OH)₉(H₂O)₃. Es tracta d'una espècie aprovada per l'Associació Mineralògica Internacional, i publicada per primera vegada el 1930. Cristal·litza en el sistema tetragonal. La seva duresa a l'escala de Mohs és 5,5.
Segons la classificació de Nickel-Strunz, la mil·lisita pertany a «08.DL - Fosfats, etc, amb cations de mida mitjana i gran, (OH, etc.):RO₄ = 2:1» juntament amb els següents minerals: foggita, cyrilovita, wardita, agardita-(Nd), agardita-(Y), agardita-(Ce), agardita-(La), goudeyita, mixita, petersita-(Y), zalesiïta, plumboagardita, calciopetersita, cheremnykhita, dugganita, kuksita, wallkilldellita-(Mn), wallkilldellita-(Fe) i angastonita.

## Formació i jaciments
Va ser descoberta al Clay Canyon, situat a la localitat de Fairfield, dins el comtat de Utah (Utah, Estats Units). També ha estat descrita en altres indrets dels Estats Units, així com a Portugal, Suècia, Àustria, Ruanda, el Senegal i Austràlia.